# Rollinia mucosa
El anón amazónico o biribá (Rollinia mucosa) es una especie de planta con flores de la familia Annonaceae (que incluye a las chirimoyas) nativa de América del Sur tropical.  Se cultiva por sus frutos comestibles y cítricos, comúnmente conocidos como biribá, fruta de pastel de merengue de limón o manzana de azúcar silvestre, en los trópicos y subtrópicos del mundo.

## Hábitat

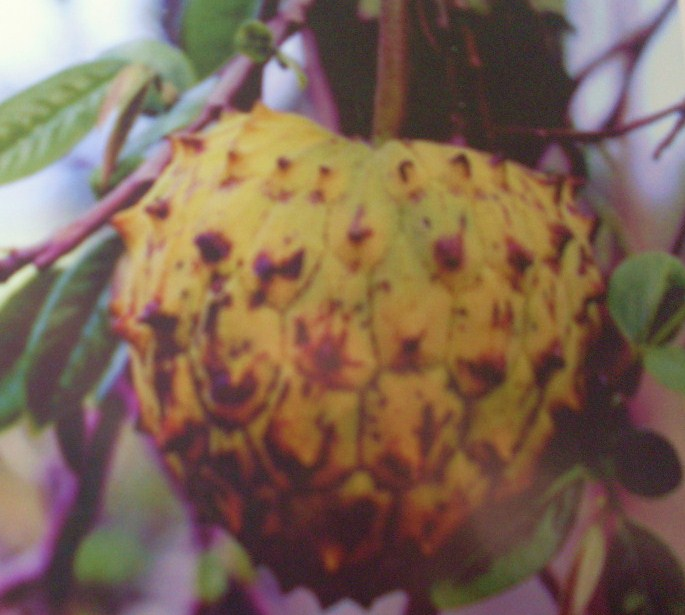
Fruto

Es un árbol originario del occidente de la Amazonia que se desarrolla bien en zonas con temperaturas media de 20 a 24 °C sin heladas, y con precipitación pluvial superior a 1.500 mm/año, en suelos fértiles, bien drenados. 

## Descripción
El árbol crece de 6 a 10 m de altura, con ramas alargadas, alguna de las cuales crecen verticales. Ramifica desde cerca de la base y presenta copa extendida. Hojas de 12 a 15 cm. Flores hermafroditas solitarias o en pares, con tres sépalos y seis pétalos, color verde claro y olor característico.
El fruto es cónico o globoso con cáscara gruesa de color verde que cambia a amarillo cuando madura, con areolas carnosas y escamiformes,  negras en el ápice. La pulpa es blanca, abundante y jugosa, de sabor dulce. Pesa de 300 a 1300 g. Su tamaño es de 10 a 14 cm de altura y 6 a 16 cm de diámetro. Contiene numerosas semillas, que se usan para la siembra.

## Taxonomía
Rollinia mucosa fue descrito por (Jacq. 1764) Baillon 1868 y publicado en Adansonia 8: 268. 1868.
Sinonimia
| - Annona biflora Ruiz & Pav. ex G.Don - Annona biflora Sessé & Moc. - Annona mucosa Jacq. - Annona muscosa Aubl. - Annona obtusiflora Tussac - Annona obtusifolia DC. - Annona pterocarpa Ruiz & Pav. ex G.Don - Annona pteropetala Ruiz & Pav. - Annona pteropetala Ruiz & Pav. ex R.E.Fr. - Annona reticulata var. mucosa (Jacq.) Willd. - Rollinia biflora Ruiz & Pav. ex G.Don - Rollinia curvipetala R.E.Fr. - Rollinia deliciosa Saff. | - Rollinia jimenezii Saff. - Rollinia jimenezii var. nelsonii R.E.Fr. - Rollinia mucosa subsp. aequatorialis R.E.Fr. - Rollinia mucosa var. macropoda R.E.Fr. - Rollinia mucosa var. neglecta (R.E.Fr.) R.E.Fr. - Rollinia mucosa subsp. portoricensis R.E.Fr. - Rollinia neglecta R.E.Fr. - Rollinia orthopetala A.DC. - Rollinia permensis Standl. - Rollinia pterocarpa G.Don - Rollinia pulchrinervia A.DC. - Rollinia sieberi A.DC. |

## Nombres comunes
El nombre brasileño biribá (en portugués biribazeiro), se ha vuelto muy conocido. No obstante, las frutas se conocen ocasionalmente con otros nombres, como manzana de azúcar silvestre y aratiku. Inclusive, se le conoce como fruta de pastel de merengue de limón dado su fuerte sabor cítrico.
Otros nombres menos conocidos son Atta de Santo Domingo y fruta de la condesa.

## Usos
La fruta se come cruda o cocinada en postres. Se sobre-madura con rapidez y debe comerse poco después de la cosecha. 
En Brasil, se hace una bebida mezclando la fruta con leche. Las semillas se usan como cuentas o se muelen para utilizarse como insecticida. La madera se utiliza en la construcción de barcos.
La biribá se considera una buena fuente de vitamina C, calcio y fósforo. Por estas propiedades alimenticias, es utilizada como un analéptico y antiescorbútico. Sus hojas son utilizadas contra el reumatismo en la medicina tradicional.